# Freaks and Geeks
Freaks and Geeks és una sèrie televisiva americana de comèdia i drama, creada per Paul Feig amb Judd Apatow com a productor executiu, que fou emesa a la cadena televisiva NBC entre el 1999 i el 2000. La sèrie va ser cancel·lada després de 12 episodis, tot i haver rebut molt bones crítiques, a causa dels seus constants canvis d'horaris d'emissió. Una campanya dels seguidors va convèncer NBC a emetre tres dels episodis restants al juliol del 2000, i la resta d'episodis emessos es van publicar a Fox Family Channel.
La sèrie ha aparegut en nombroses llistes dels millors programes de televisió de tots els temps, inclosa a les llistes de Time, Entertainment Weekly i TV Guide. Va ser clau per llançar a la fama a diversos dels seus joves actors, com James Franco, Seth Rogen, Jason Segel, Busy Philipps, John Francis Daley, Martin Starr i Linda Cardellini.

## Trama
L'adolescent Lindsay Weir (Linda Cardellini) i el seu germà petit Sam (John Francis Daley) son alumnes de l'Institut McKinley durant el curs 1980–1981, any escolar a la ciutat de Chippewa (Michigan), un suburbi de Detroit fictici. Els seus amics són els anomeants "freaks" per part de Lindsay i "geeks" per part de Sam.
La sèrie s'inicia en el moment que Linday comença la seva transformació d'una noia responsable i brillant estudiant, especialment en matemàtiques; a començar a sortir amb nois problemàtics que passen dels estudis. Les relacions amb els seus nous amics i els problemes que comporten amb els seus pares i anteriors amistats, són l'eix de la trama. Per altra banda, el seu germà Sam, i els seus amics "geeks" tracten de fer-se un lloc on encaixar en la seva nova etapa d'estudiants d'institut.

## Actors i personatges

### Principals[4]
- Lindsay Weir (Linda Cardellini)
- Sam Weir (John Francis Daley)
- Neal Schweiber (Samm Levine)
- Bill Haverchuck (Martin Starr)
- Daniel Desario (James Franco)
- Kim Kelly (Busy Philipps)
- Nick Andopolis (Jason Segel)
- Ken Miller (Seth Rogen)
- Millie Kentner (Sarah Hagan)
- Cindy Sanders (Natasha Melnick)
- Mr. Kowchevsky (Steve Bannos)
- Mr. Rosso (Dave “Gruber” Allen)
- Harold Weir (Joe Flaherty)
- Jean Weir (Becky Ann Baker)

### Convidats i secundaris
Algunes de les estrelles convidades en els episodis van ser: Samaire Armstrong (com "Deadhead" Laurie), David Koechner (com a cambrer), Kevin Corrigan (cosí morós de Millie), Jason Schwartzman (com estudiant que tracta la falsificació d'identitats), David Krumholtz (com a Barry, germà de Neal), Allen Covert (com a empleat d'una botiga de licors), Rashida Jones (com a Karen amiga de Kim Kelly Scarfolli), Alex Breckenridge (Shelly Weaver), Mat Czuchry (com a estudiant de Lincoln i rival d'Alt), Shia LaBeouf (com a Herbert), Alexander Gould (com a Ronnie), Bianca Kajlich, Jack Conley i Ben Stiller (com a agent del Servei Secret).
Els productors eren reticents a realitzar càstings. Per exemple, van resistir el suggeriment de la xarxa de que Britney Spears aparegués com a cambrera dins un episodi. Van pensar que fer-los trauria realisme a la sèrie.

## Episodi pilot
La sèrie té una durada de 18 episodis, tres dels quals no van ser emessos per la NBC – "Kim Kelly Is My Friend", "Dead Dogs and Gym Teachers" i "Noshing and Moshing" – i no es van veure fins que FOX Family va dirigir el programa l'any 2000. Els tres últims episodis es van estrenar al Museu de la Televisió i la Ràdio, abans de ser emesos per televisió.
El guió de l'episodi pilot de Freaks and Geeks va ser escrit per Paul Feig. Feig va donar el guió al productor Judd Apatow, que el va vendre a DreamWorks, aquesta el va vendre a la NBC, que el va emetre l'episodi pilot. Abans de rodar el guió, Feig va escriure un segon episodi a instàncies d'Apatow. Va mostrar aquest segon guió a Apatow i al director pilot Jake Kasdan, i li van suggerir que combinés els dos episodis per formar un episodi pilot més potent. Entre els principals elements destaquen la introducció de Kim Kelly i el record de Lindsay Weir de la mort de la seva àvia. Feig, va escriure un esborrany final després d'una lectura amb el repartiment, aquesta vegada incorporant a l'episodi una primera reunió entre Lindsay i el freaks (en esborranys anteriors, Lindsay ja era considerada part del grup).

## Llançaments en diferents formats

### DVD i Blu-Ray
El 6 d'abril de 2004, va ser llençats al mercat una caixa amb 6 DVD's de Freaks and Geeks a través de Shout! Factory i Sony BMG Music Entertainment. Una edició limitada, incloïa 2 DVD addicionals i es trobava també disponible a través de la pàgina web oficial de la sèrie.
El 25 de novembre de 2008, el deluxe "Yearbook Edition" els 6 DVD's van tornar a ser posats a la venta a través de Vivendi Entertainment. El conjunt presentava tots dels episodis, comentaris, i característiques especials de la "Sèrie Completa", formant-lo el conjunt de 6 DVD's, dos DVD's extres i un embalatge "Deluxe". Incloïa també un llibre amb de 80 pàgines en color amb assajos, fotografies, i episodis.
El juliol de 2015, Shout! Factory va anunciar que havia començat a preparar una versió en Blu-Ray de la sèrie.

### Llibres
L'octubre de 2004 van ser posats a la venta dos llibres dels guions de Freaks and Geeks, titulats Freaks and Geeks: Els Guions Complets, Volum 1 i Freaks i Geeks: Els Guions Complets, Volum 2. Tots dos publicats per Newmarket Press, cada llibre cobreix nou guions de la sèrie. El contingut extra inclou darrere les escenes, notes, fotos, etc.

### Banda sonora
Una de les característiques en què es va distingir Freaks and Geeks respecte altes sèries del seu temps, és la seva banda sonora. Els creadors el van fer una prioritat presentar múscia genuïna per tal d'ajudar a crear l'ambient de la sèrie. La banda sonora inclou grups i compositors com Billy Joel, Cheap Trick, Grateful Dead, Rush, Styx, The Moody Blues, The Who, i Van Halencom. Finalment, això esdevindria un obstacle alhora de treure al mercat la sèrie en DVD a causa de la dificultat i despesa dels drets d'autor. A la televisió, van ser eliminadres o tallades algunes cançons. Els creadors van esperar a llançar els DVD's fins que van trobar una empresa disposada a pagar per la música original. Shout Factory!, una companyia de música i vídeo especialitzada en reedicions i recopilacions completes, va portar Freaks and Geeks en DVD amb tota la seva música intacta.

## Rebuda

### Ressenyes dels crítics
Freaks I Geeks ha rebut revisions positives de crítics televisius. A Metacritic, va rebre una puntuació de 88 sobre100, basada en 26 revisions, indicant "Aclamació universal".
A Rotten Tomatoes, té una puntuació del 100% basada en 31 crítiques i del 95% basada en 227 cítiques d'espectadors. En el consens crític de la pàgina diu: "Freaks and Geeks lampoons real-life adolescence while affectionately embracing every growing pain along the way with refreshing honesty"

### Premis i nominacions
La sèrie va rebre tres Premis Emmy: el seu creador Paul Feig va ser nomenat dues vegades per "Escriptura Excepcional per una Sèrie de Comèdia", per "Pilot" i "Discos and Dragons". Va ser la sèrie guanyadora per un Càsting Excepcional en una Sèrie de Comèdia (Allison Jones, Coreen Mayrs i Jill Greenberg). Va ser nominada als dos Premis de l'Associació de Crítics de Televisió, com a programa de l'any i per una realització excepcional del drama. Va guanyar el premi a la millor sèrie de televisió familiar de Comèdia i va ser nominada a la millor interpretació per una sèrie de televisió. John Francis Daley i Sarah Hagan van ser nominats al millor actor / interpretació jove en una sèrie de televisió de comèdia i el conjunt va ser nominat almillor repartiment juvenil de la televisió. La sèrie també va rebre diverses nominacions en altres categories.